# リーサ・マーカウスキー
リーサ・マーカウスキー（Lisa Murkowski、1957年5月22日 - ）は、アメリカ合衆国の政治家。共和党所属でアラスカ州から選出された初の女性上院議員。数少ない中道派上院議員の内の一人であり、重要な採決案において、常にその動向が注目される。 

## 経歴
アラスカ準州（現在のアラスカ州）で生まれ、ジョージタウン大学卒業後ウィラメット大学で博士号を得る。ウィラメット大学在学中に国際商科大学に1年間留学を経験した（1978 - 1979年）。
1998年にアラスカ州下院議員に選出される。2003-2004年の州下院多数党院内総務に指名されたが、2002年に父のフランク・マーカウスキーがアラスカ州知事に就任して空席となったアラスカ州選出上院議員の後任に父フランクから指名され就任し、2004年の選挙で再選された。
初の女性上院議員レベッカ・ラティマー・フェルトンから数えて32番目の女性上院議員。
ブッシュ政権では東アジア太平洋委員会委員長を務め、東アジア政策の責任者として手腕を振るった。
元アラスカ州知事サラ・ペイリンの政敵としても知られ、2010年の中間選挙では共和党予備選でペイリンが推すティーパーティー候補のジョー・ミラーに僅差で敗北したため、共和党公認候補となることができず、投票用紙に名前が事前に記されていない記入候補（ライトイン）として出馬せざるを得なくなった。しかしながら、現職の強みと民主党員や無党派層からも支持される政治的スタンスを生かして選挙戦を展開した。
2010年11月17日、投票用紙の確認のために遅れていた開票作業に終了のめどがたち、マーカウスキーの当選が確定した。二大政党制の確立されているアメリカ政界では、記入候補として上院議員が当選するのは極めて異例の出来事で、ストロム・サーモンド以来56年ぶりとなる史上2人目の勝利（現職候補として、また女性としては史上初）だった。

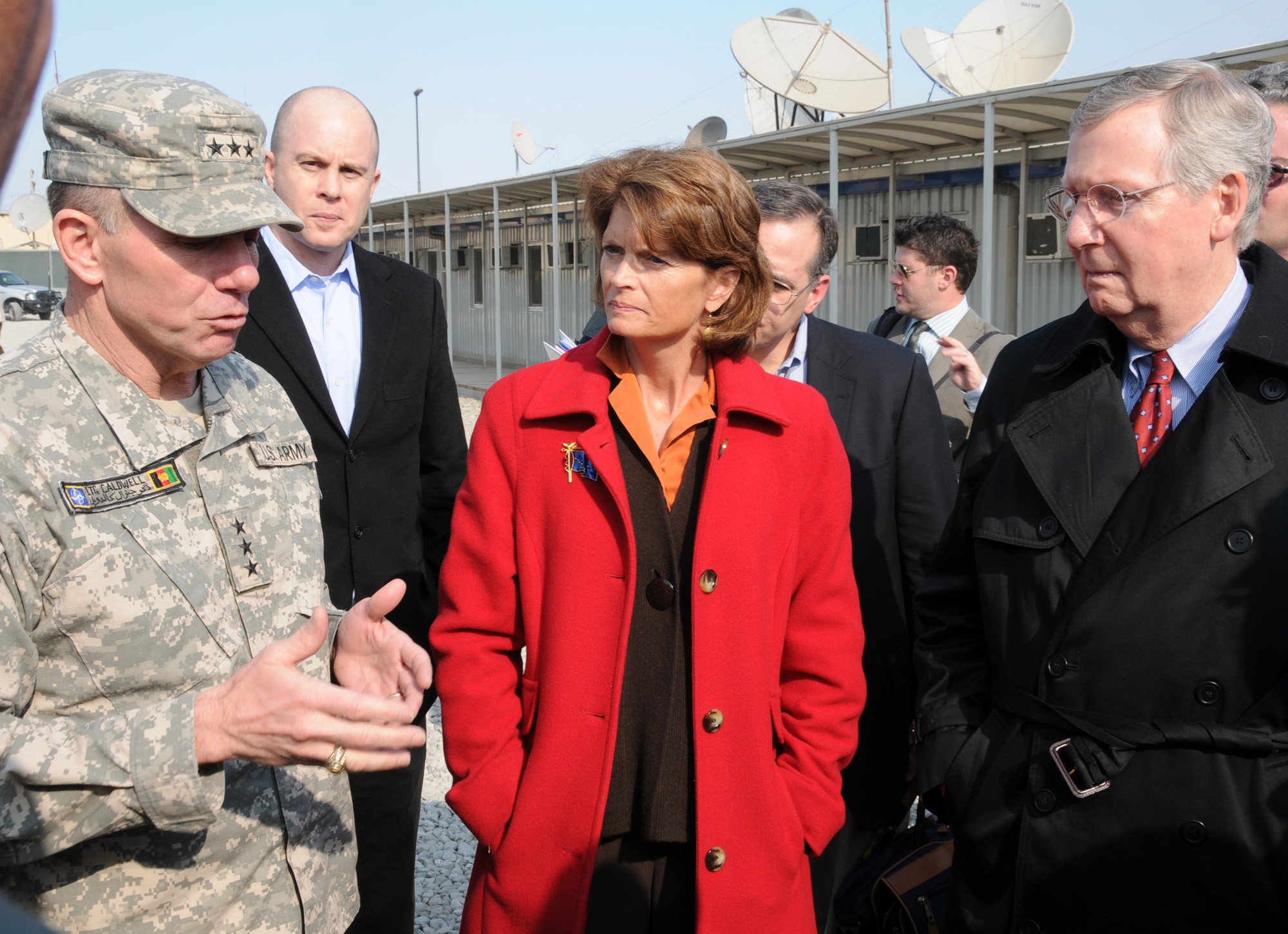
共和党院内総務のミッチ・マコーネルと共に視察中。

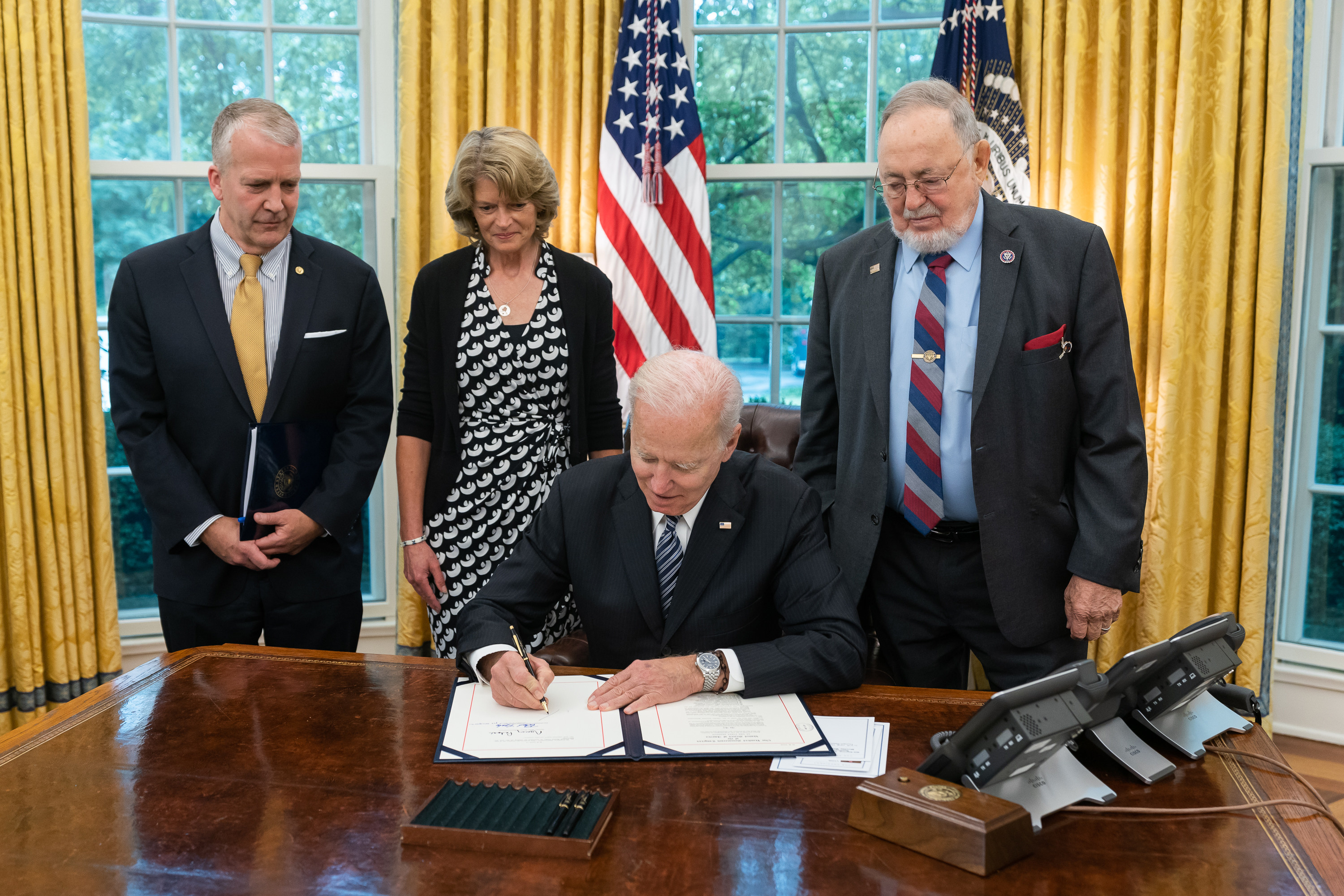
ジョー・バイデン大統領とホワイトハウスにて。

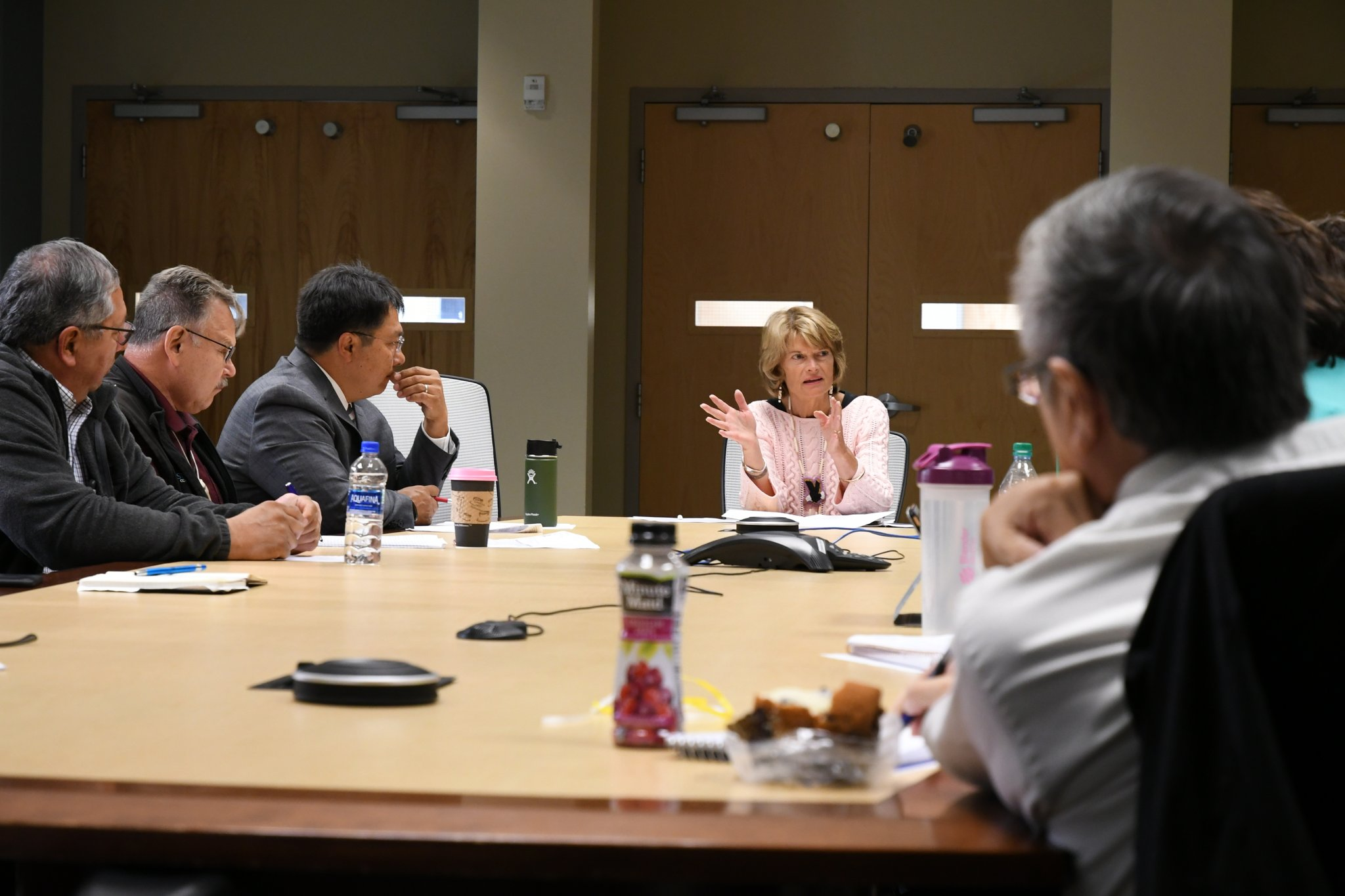

### 第1次トランプ政権期
2018年6月、一大騒動に発展したブレット・カバノーの最高裁判事指名承認では、棄権票を投じた。その後、同じく激しい議論の巻き上がった2020年のエイミー・コニー・バレットの最高裁判事指名では、議会手続きを早める動議への反対票を投じた一方で、本会議の指名では承認票を投じた。2019年3月には、同じく中道派の代表格の民主党ジョー・マンチン上院議員と共に、ワシントン・ポストに環境問題を巡る両極端の対立に警鐘を鳴らす寄稿を寄せた。曰く、「この問題（環境問題）を巡る議論には、二酸化炭素排出量削減を、過激かつ達成不可能な方法で目指すか、何もしないかの二択しかないようです。そうではなくて、現在まで続けられてきた努力を加速させる合理的な政策を取ることで、革新的なエコシステムをいかに確実なものにするかを考えるべきです」。2020年6月、ドナルド・トランプ大統領がミネアポリスで発生した反人種差別デモを収拾できずにいる事態を、ジェームズ・マティス元アメリカ合衆国国防長官が「アメリカ人を分断しようとしている」として批判。直後にマカウスキーは共和党関係者としていち早く、ワシントンポスト紙を通じてマティス発言支持を表明した。これに対してトランプ大統領は、2022年にマカウスキーが再選を目指す時期になれば、失職させるためのキャンペーンを展開するだろうとのツイートを行っている。2021年1月に発生したアメリカ合衆国議会議事堂襲撃事件においては、いち早く、次期大統領就任前のトランプ大統領の早期辞任を要請した。その後のトランプ大統領の弾劾裁判では有罪に票を入れたほか、上院における議会襲撃事件調査委員会の設置にも賛成票を投じた。アラスカの共和党は、このことを理由にマーカウスキーへの問責決議案を可決した。マカウスキーはインタビューで、「もし共和党がトランプ党以外の何ものでもなくなれば、この党に私がとどまるべきかを真剣に考慮しなければならないでしょう」と述べている。ただ、そのことは民主党に入ることを意味しないとも付け加えている。

### バイデン政権期
2022年4月、ケタンジ・ブラウン・ジャクソンの最高裁判事の承認案で賛成票を投じた。共和党で他に賛成票を投じたのは、ミット・ロムニーとスーザン・コリンズだけであった。5月にはアーカンソー州知事のエイサ・ハッチンソンと共に、共和党全国委員会のリズ・チェイニー並びにアダム・キージンガーへの譴責決議（米議会襲撃事件を調査する下院特別委員会の設置に賛成票を投じて委員になったことが理由）を非難する声明を発表した。同年11月8日の中間選挙では、トランプが大々的に支援した共和党トランプ派候補のケリー・ツィバカ元アラスカ州行政局長官を大接戦の末に破り4選された。なお、初回投票では決着がつかず、優先順位付投票制における決選投票で勝利した。この選挙戦では、上院共和党トップのミッチ・マコーネルが「上院共和党はトランプの脅しに屈さずマカウスキーを支援すること」を明確にしたほか、民主党からはジョー・マンチン、キルステン・シネマ、マーク・ウォーナー、ジーン・シャヒーン各上院議員、さらに民主党系無所属のアンガス・キング上院議員の支援も受けた。
2023年、旭日重光章受章。

### 第2次トランプ政権期
2025年1月24日に行われた、第2次トランプ政権における国防長官に指名されたピート・ヘグセスの承認採決には反対票を投じた。共和党からは他にもミッチ・マコーネル元上院院内総務、スーザン・コリンズの両議員も反対に回ったため賛成・反対共に50票となったが、上院議長であるJ・D・ヴァンス副大統領が賛成票を投じて賛成51票、反対50票となったため人事案自体は承認されている。